# バリュープロポジション
バリュープロポジション（英: value proposition）は企業が顧客へ提供すると掲げた顧客価値である。価値提案（かちていあん）とも。

## 概要
顧客は顧客価値に基づいてプロダクトを選ぶため、顧客価値は企業の競争優位を左右しその成否を決定づける。企業は顧客が意義深く大きな価値を得ることを望むが、顧客が実際に得る価値は顧客自身が感じるものであり、企業がその内容や大きさを定義できるものではない。企業にできることは「こういった顧客価値を我々は目指しています」と（明示的・暗示的に）定め実現し顧客へ伝えることだけである。バリュープロポジションは明示された「事業部門が顧客に対して約束する顧客価値」を意味する。
バリュープロポジションが的外れであれば顧客はプロダクトを選ばない。ゆえにバリュープロポジションはプロダクトの根幹をなす重要な存在である。顧客価値は人によって異なるため、良いバリュープロポジションには市場セグメントの特定（ターゲティング）が必要である。また良いバリュープロポジションは明確で、測定可能で、実証可能な利益を特定する。
バリュープロポジション自体が魅力的でも、企業全体としてそれを実現できなければ意味がない。ゆえにマーケティングプランナーはバリュープロポジションに基づきマーケティング戦略を計画し、マネジメントは各組織へバリュープロポジションが浸透するようマネージする。またバリュープロポジションが顧客へ伝わらなければ、顧客は価値を理解できず顧客に購入を納得してもらえない。ゆえにプロモーション部門は顧客とのコミュニケーションを介してバリュープロポジションの伝達をおこなう。カプランとノートンは、「戦略は、差別化された顧客の価値提案に基づいています。顧客を満足させることは、持続可能な価値創造の源である。」と述べている。
バリュープロポジションの開発は、組織が顧客、見込み顧客、従業員など組織内外の対象者に提供できる価値の分析・マーケティングリサーチに基づく。バリュープロポジションを理解するには、マーケティングミックスを通じてビジネスを分析することが重要である。つまり、製品やサービスの内容、価格、販売場所、プロモーション方法の分析である。顧客のニーズは重要である。バランススコアカードもまた、事業の学習と成長のプロセスを支援する仕組みとして使われる。 
LindicとMarquesは、バリュープロポジションが顧客中心のイノベーションの重要な触媒であるとしている。 カンビルとバラゲは、イノベーションはその非常に複雑なため、分析のために学際的なアプローチを必要とする現象であると主張している 。 

## 定義
"バリュープロポジション"はラニングとエドワードによって1988年に考案された。この論文ではバリュープロポジションを「事業部門が顧客に対して約束する顧客価値」と定義している。ラボーはバリュープロポジションを「ベンダーから特定の製品またはサービスを購入することによって顧客が受けるメリットを明確に特定するステートメント」として定義している。ハッサンによれば、バリュープロポジションの具体的な定義はない。

## 類型
実際に企業が掲げるバリュープロポジションにはタイプ（類型）を見出せる。

### All benefits
All benefits（全ての便益）タイプのバリュープロポジションは、企業が顧客に届けられていると信じる全便益リストになっている。
このタイプは、便益の表明（benefit assertion）すなわち実際には顧客価値を生まない機能を便益だと（一方的に）表明するパターンに陥りやすい。例えば新機能山盛りの新型機を見込み客へセールスしにいき「こんなこともできます！」と表明したが顧客に「それに価値を感じないんだけども」と言われてしまう。良いバリュープロポジションは機能や品質のリストではなく、顧客が感じる価値の見積もりである。
またこのタイプは差別化点の希釈化に陥りやすい。便益をひたすら並べるため大半の内容が同質化点になり、競合との差が埋もれてしまう。例えばコンペで発表しても顧客に「A社とほとんど同じでは？」と言われ本当の価値が顧客へ伝わらない（プロポジションが届かない）。伝わる価値提案は顧客が少数の差別化点によくフォーカスできるものである。

### Favorable points of difference
Favorable points of difference（好ましい差別化点）タイプのバリュープロポジションは、競合との差別化点になっている。
このタイプは、価値の推定（value presumption）すなわち差はあるが価値の無い点を（一方的に）価値がある点だと思い込むパターンに陥りやすい。例えば新機能が競合他社になく「この差が弊社の優れた点だ」と推定して提案しても、（All benefits と同じように）顧客に「それに価値を感じないんだけども」と言われてしまう。良いバリュープロポジションは機能の差ではなく、顧客が感じる価値の見積もりである。

### Resonating focus
Resonating focus（反響のある焦点）タイプのバリュープロポジションは、価値ある少数の差別化点と必要に応じた同質化点からなる。
このタイプは優れたバリュープロポジションたり得る。価値ある少数の差別化点によって、顧客はこの提案だからこそ受け取れる価値を迷いなく理解できる。同質化点は競合と同じ水準を保っていることを知らせるためや、差はあるが価値には大した違いがないことを説明するために用いられる。

## 利用
バリュープロポジションは様々な用途・目的のために設定される。特にマーケティングの様々な局面で利用される。以下はその一例である。
- 顧客価値の認識: 明文化と検証の繰り返しによる正しい現状認識
- 方針・ゴール
  - マネジメントが確立を目指す「方針/policy」の実体
  - リーダーシップでの方向づけに用いられる「ビジョン・ゴール」の実体
  - 経営戦略で設定される「目標」の実体
  - デザインで設定される「目的」の実体
- ブランディング
- 社員エンゲージメントの向上
- パートナー/サプライヤー企業との連携促進: 将来性の提示による魅力増

## 構築
良いバリュープロポジションを構築できればそれを用いた施策により明快な顧客価値を生み出せる。ゆえに様々なバリュープロポジション構築に関する方法論・フレームワーク・ツールが開発されている。以下はその例である。

### バリュープロポジションキャンバス
バリュープロポジションキャンバスは自社商品やサービスと顧客ニーズのずれを解消するためのフレームワークである。
まずは以下の顧客について3つの要素を考え、
- Customer Jobs（顧客が解決したい課題）: 客観的な視点から見る、顧客が解決したい課題

- Gains（顧客の利得）: 顧客が抱える課題が解決した際に、顧客が得るもの

- Pains（顧客の悩み）: 課題の解決にあたって、顧客が抱えてしまう悩み、避けたいリスク等

それぞれの顧客のニーズに対して提供できる価値（以下の3つの要素）を考える。
- Gain Creators（顧客の利得をもたらすもの）: 顧客の利得に対して提供できる価値、商品やサービスの内容

- Pain Relievers（顧客の悩みを取り除くもの）: 顧客の悩みを取り除くことができる価値、商品やサービスの内容

- Products＆Services（製品やサービス）: 顧客が解決したい課題を解決する、自社の製品やサービス

バリュープロポジションキャンバスにより顧客ニーズを起点とした、自社が提供できる価値を導き出すことができる。さらに競合他社が提供している価値を掛けあわせて考えることで、自社にしか提供できない価値が明確になる。

### バリュープロポジションビルダーモデル
バリュープロポジションビルダーモデルには、分析の6つの段階がある。
1. 市場：市場セグメント、特定のクライアント、またはソリューションが価値と収益性を提供する可能性のあるクライアント内の個人を分析および特定します。
2. クライアントが現在の活動から組織から得る価値体験を分析および定義します。良い経験、悪い経験、中立的な経験を定義する必要があります。価値提案の効果は、実際の顧客の見通しや従業員のフィードバックを収集することに依存します。
3. 定義されたターゲット市場グループとの価値経験を活用できるオファリングミックスを定義します。
4. 市場グループに提供できる価値体験のコンテキストで、製品の利点を評価します。ここには、価格と顧客のリスクを含む利益のコスト要素があり、価値=利益からコストを引いた値の計算を可能にします。
5. 代替案と差別化は分析の次の側面ですが、市場には製品またはサービスに対してどのような代替オプションがありますか？
6. そして、関連する証拠を使用してすべてをバックアップし、実質的な価値提案が実施されていることを確認します[23]。

ニール・ラッカムは、バリュープロポジションステートメントは、機能、影響、証明、およびコスト[つまり、顧客が支払うと予想される価格]の4つの主要部分で構成される必要があると考えています。 
組織は、バリュープロポジション作成プロセスのアウトプット（つまり、バリュープロポジションステートメントとテンプレート）を外部の聴衆に直接伝達しません。 バリュープロポジションステートメントは内部文書であり、組織の内外で伝達されるすべてのメッセージの一貫性を確保するための青写真として組織によって使用されます。組織がバリュープロポジションを使用する方法のいくつかは、マーケティングコミュニケーション資料または販売提案に含まれます。 
WinerとMooreは、サービスまたは製品を購入する顧客の理由を簡潔な相対値で示し、ターゲットグループの差別化の概要を示す便利なモデルを提供しています。 
（ステートメントが必要な）（ターゲット顧客）の場合、 （製品/ブランド名）は（製品カテゴリ）であり、 （主なメリットステートメント/購入を強いる理由）です。 （主要な競合他社の代替品） 、 （製品/ブランド名） （主要な差別化ステートメント）とは異なります。 
Geoffrey Mooreのポジショニングステートメントフレームワークは、代替品よりも市場ギャップを埋めるための付加価値と製品目的を特定します。これは、他の既存のソリューションとの類似性を備えた簡単な要約を提供し、機能や特定の実装方法に対するユーザーのメリットに焦点を当てたイメージを作成します。 

### 価値重視の企業モデル
価値重視の企業（VFE）を作成するには、物事の編成と管理の方法を根本的に再考する必要があります。これは、ビジネス戦略と実装の中心です。これらの顧客は、新しい価値を生み出し、製品以外に追加のメリットを提供する販売努力を要求し、その代償を払う用意があります。 このモデルを使用すると、提供する価値に基づいてビジネスを計画できます。
1. 価値中心の戦略的意図：組織が予見可能な将来にどこにあることを意図し、どの原則が旅を導くのでしょうか？
2. バリュープロポジション：バリュープロポジション（市場、価値経験、提供物、利益、代替案、差別化および証明）とは何ですか？また、それは戦略的意図とどのように一致していますか？
3. 価値重視の運用モデル：戦略的意図を達成するためのバリュープロポジションの運用化の「方法」要因（組織、プロセスなど）は何ですか？
4. 価値創造ベースの管理と実行：最大の価値提供を確実にするために、これらすべてをどのように実行および管理しますか[31]。

### バリューサイクル
バリュープロポジションは、定義上、会社が提供するものが競合他社と異なるものであり、顧客が会社から購入する理由を説明しています。さらに、製品またはサービスのパフォーマンス属性、特定の顧客のニーズの充足、および総コストの間の関係を定義します。 OsterwalderとPigneurは、バリュープロポジションはそのバリューライフサイクル全体を通して研究されなければならないと述べています。 価値要素は、価値ライフサイクルの5つの段階のそれぞれで作成できます。これらの段階は次のとおりです。価値の創造、価値の充当、価値の消費、価値の更新、価値の移転：
1. 価値創造：価値創造は、企業の製品やサービスに顧客に価値を付加する一連の相互依存する活動として最もよく説明できます。価値創造プロセスの伝統的な見方では、顧客は価値を感じることに参加することができません。マーケティングと研究開発は、主に、履歴データと観察に基づいて、この段階で付加価値を提供する責任があります。しかし、現代では、いくつかの企業の顧客がこの段階に含まれています。今日、価値創造の段階はあらゆるビジネスの本質的なポイントです。顧客のために価値を創造することは、会社が製品やサービスを販売するのに役立つと同時に、投資家を幸せにします。さらに、顧客にとっての価値が高まるにつれて、会社の株価とともに収益も増加します。これにより、将来の投資に使用できる資本への将来のアクセスが保証され、顧客にとってさらに大きな価値が生まれます。
  1. 価値創造ネットワークには3つの主要なコンポーネントがあります。
    1. 主要なパートナー：企業は、パートナーのリソース、知識、および機能を使用します。企業が持つことができる最も重要なパートナーは、所有者、従業員、サプライヤー、政府、教育機関などです。
    2. 重要な活動は、利用可能なリソースから顧客に価値提案を作成するために実行する必要のある活動です。それは、顧客のために価値を創造するために必要な会社とそのパートナーの間の重要な活動とリンクのすべてを示しています。
      - 主な活動は次のように分けることができます。
      - 内部の主要な活動は、組織内で行われる活動です
      - 外部の主要な活動は、組織とそのパートナー間の関係です

    3. 主要なリソースは、顧客の製品またはプロセスに付加価値を与えるプロセスで必要とされる主要な資産です。
2. 価値の充当：顧客の購入体験を開発、改善、促進することにより、この段階で価値を生み出すことができます。これは2つのステップで実行できます。最初のステップは、トランザクションの実行方法を改善することです。このステップでは、企業は顧客の購入を促進しようとしています。この例としては、Amazon.comのワンクリック購入があります。これにより、顧客はワンクリックで購入できます。高価な商品の購入を促進することには、革新的な価格交渉メカニズム、契約管理、便利な請求と支払い、または魅力的な資金調達メカニズムが含まれます。 2番目のステップは、フルフィルメントを改善することです。一部の企業にとって、このステップは非常に重要であり、バリュープロポジション全体を実現に向けて調整します[32]。
3. 価値の消費：これは価値提案の中核です。この段階で、お客様は商品やサービスを実際に使ってその価値を実感します。バリュープロポジションの側面が顧客のニーズと一致する場合、価値は最大化されます。
4. 価値の更新：場合によっては、価値が使い果たされたとき、陳腐化したとき、機能しなくなったとき、または期限切れになったときに、消費中または消費後に価値を更新することができます。バリューリニューアルには、着実にバリューを更新することも含まれ、既存のバリュープロポジションに新しい機能を追加することで、顧客のバリューが向上します 。
5. 価値移転：価値サイクルの最終段階で、顧客が消費後に取得した価値を移転する可能性があります。この理由は、価値提案における価値の喪失、または価値の移転が顧客にとってより高い利益をもたらすためである可能性があります。